# Isi-Sumuabi
Iṣī-Sumuabi of Iṣī-Sumuabu was rond 1735 v.Chr. koning van Terqa en koning van het land van H̬ana.
Hij is bekend van een aantal kleitabletten van de stad Ṭābatum aan de middenloop van de H̬abur die tot zijn koninkrijk behoorde. Twee daarvan zijn brieven aan Yasīm-Mahar, die zijn lokale gouverneur was. Er zijn twee andere tabletten waarin hij genoemd wordt. Zij zijn van juridisch-administratieve aard. Een ervan handelt over de maandelijkse rotatie in verband met de pudûm-ceremonie voor de zonnegod Šamaš. Zijn naam komt daarin voor in de jaarnaam waarmee het tablet gedateerd is: het "jaar dat Iṣī-Sumuabi ... aan Šamaš wijdde". Dit maakt meteen zijn koninklijke waardigheid zonneklaar en het feit dat in Ṭābatum de jaartelling op zijn regeringsjaren gebaseerd was. Het andere tablet betreft de toekenning van een stuk land waarin hij "koning" genoemd wordt. Het tablet laat ook duidelijk zien dat het in de rechtstraditie van H̬ana geschreven is. De straf voor het breken van het contract is ingesmeerd te worden met heet asfalt. Het stamt uit een ander jaar, waarvan de jaarnaam verwijst naar een project waarin aan de loop van de rivier gewerkt werd. De koning wordt ook elders genoemd, bijvoorbeeld in een contract gevonden in Terqa dat verder stroomafwaarts aan de Eufraat lag. Er is ook een contract van Haradum, nog 90 km verder stroomafwaarts waarin hij genoemd wordt. Daarmee heerste hij over een gebied dat niet veel onderdeed voor het land van Zimri-Lim van Mari.
Iṣī-Sumuabi was de opvolger van Yapah-Sumu[abu?]. In zijn tijd, en die van Samsu-iluna moet H̬ana zijn zelfstandigheid van Babylonië herwonnen hebben, verder is er niet over hem bekend. Iṣī-Sumuabi werd opgevolgd door Yadih-abu. Zij moeten zo'n 20-30 jaar als zelfstande koningen geregeerd hebben, maar de precieze chronologie is niet duidelijk.